# Иван Карастоянов
Иван Анастасов Карастоянов е български фотограф.

## Биография
Той е по-големият син на Анастас Карастоянов (1822 – 1880) и внук на известния самоковски издател и търговец на щампи Никола Карастоянов (1778 – 1874). Иван е брат на фотографа Димитър Карастоянов (1856 – 1919). Завършва средното си образование в Белград, специализира във Виена. Карастоянов минава военно обучение в Белградската артилерийска школа. След Освобождението семейството му се мести в София. На 14 февруари 1892 г. докато е придворен фотограф е награден от княз Фердинанд с орден „За заслуга“ V степен за заслуги през Сръбско-българската война.
През 1896 година на ул. „Самоковска“ (сега Граф Игнатиев) открива свое фотоателие. В продължение на 30 години снима видни политици като княз Александър Дондуков-Корсаков, Симеон Радев, граф Николай Игнатиев, Драган Цанков, Тодор Бурмов, Захари Стоянов, княз Александър Батенберг, Стефан Стамболов, Петко Каравелов, както и известни интелектуалци и писатели – Петко Славейков, Пейо Яворов, Иван Вазов. През 1911 година е депутат в V велико народно събрание.
Общината му възлага да запечата за поколенията портретите на кметовете на София. Заедно с брат си Димитър Карастоянов той прави и пощенски картички.

## Награди
- Орден „За заслуга“ V степен (1892)